# Gare de Kilstett
La gare de Kilstett est une gare ferroviaire française de la ligne de Strasbourg à Lauterbourg située sur le territoire de la commune de Kilstett, dans la collectivité européenne d'Alsace, en région Grand Est.
Elle est mise en service en 1876, pendant l'annexion allemande, par la Direction générale impériale des chemins de fer d'Alsace-Lorraine.
C'est une halte voyageurs de la Société nationale des chemins de fer français (SNCF) du réseau TER Grand Est, desservie par des trains express régionaux.

## Situation ferroviaire
Établie à 132 mètres d'altitude, la gare de Kilstett est située au point kilométrique (PK) 14,747 de la ligne de Strasbourg à Lauterbourg entre les gares de La Wantzenau et de Gambsheim.

## Histoire
La ligne de Strasbourg à Lauterbourg, qui traverse la commune et le village, est construite par la Direction générale impériale des chemins de fer d'Alsace-Lorraine qui la met en service le 25 juillet 1876. La halte de Kilstett est mise en service avec la ligne.
En mars 2013, la fréquentation en voyageurs de la gare est de 810 montants et 781 descendus des trains de la ligne Strasbourg - Lauterbourg.

## Fréquentation
De 2015 à 2023, selon les estimations de la SNCF, la fréquentation annuelle de la gare s'élève aux nombres indiqués dans le tableau ci-dessous.
| Année     | 2015   | 2016   | 2017   | 2018   | 2019   | 2020   | 2021   | 2022    | 2023    |
| --------- | ------ | ------ | ------ | ------ | ------ | ------ | ------ | ------- | ------- |
| Voyageurs | 96 973 | 91 727 | 94 006 | 95 551 | 96 880 | 69 558 | 82 257 | 104 003 | 107 114 |

## Service des voyageurs

### Accueil
Halte SNCF, c'est un point d'arrêt non géré (PANG) à accès libre. Elle est équipée d'automates pour l'achat de titres de transport. Elle dispose de deux quais, avec abris, disposés de part et d'autre du passage à niveau.
Le changement de quai se fait par le passage à niveau no 17 sur la D468.

### Desserte
Kilstett est une halte voyageurs du réseau TER Grand Est, desservie par des trains express régionaux de la relation : Strasbourg - Lauterbourg, ou Rœschwoog, ou Herrlisheim (Bas-Rhin).

### Intermodalité
Un parc pour les vélos et un parking pour les véhicules y sont aménagés.
En complément de la desserte ferroviaire, elle est desservie par des cars TER de la relation gare de Lauterbourg - gare de Rœschwoog.

## Patrimoine ferroviaire
Revendu à un particulier, l'ancien bâtiment voyageurs arbore une façade en pierre semblable à plusieurs bâtiments plus vastes construits par les Chemins de fer impériaux d'Alsace-Lorraine. Il se compose d'une maisonnette de garde-barrière et d'une aile basse de six ouvertures avec une porte coulissante pour la halle à marchandises, remplacée par une fenêtre après sa reconversion.